# 존 데이비드 잭슨
존 데이비드 잭슨 (1925년 1월 19일 – 2016년 5월 20일) 은 캘리포니아 대학교 버클리의 캐나다-미국인 물리학 교수였으며, 로런스 버클리 국립연구소에서 명예교수 선임 과학자였다. 이론물리학자로서, 그는 미국 국립 과학 아카데미의 회원이었고, 핵물리학과 입자물리학에 대한 방대한 저술과 여름학기 강좌, 그리고 유명한 고전 전자기학 교재로 널리 알려져있다. 잭슨의 고전 전자기학 교재는 문제의 상당한 난이도와 당연하지 않은 결론들을 당연한 듯 표현하려는 그의 경향성에 의해 악명높다.